# Cristocentrus lebisi
Cristocentrus lebisi là một loài bọ cánh cứng trong họ Cerambycidae.